# Genycharax
Genycharax is een monotypisch geslacht van straalvinnige vissen uit de familie van de karperzalmen (Characidae).

## Soort
- Genycharax tarpon Eigenmann, 1912